# Nechama Ronen
Nechama Ronen (hebrejsky: נחמה רונן) je izraelská politička a bývalá poslankyně Knesetu za stranu Mifleget ha-Merkaz.

## Biografie
Narodila se 15. září 1961 v Izraeli. Sloužila v izraelské armádě, kde získala hodnost desátníka (Rav Tura'i). Vysokoškolský titul bakalářského typu získala na Telavivské univerzitě. Studuje magisterský cyklus ve správních studiích na Haifské univerzitě. Hovoří hebrejsky a anglicky.

## Politická dráha
V izraelském parlamentu zasedla po volbách v roce 1999, v nichž kandidovala za stranu Mifleget ha-Merkaz (Strana středu). Mandát ale získala až dodatečně v březnu 2001 jako náhradnice po rezignaci poslance Amnona Lipkina-Šachaka. Stala se místopředsedkyní Knesetu, členkou výboru pro status žen, výboru státní kontroly, výboru pro ústavu, právo a spravedlnost, výboru House Committee a výboru pro ekonomické záležitosti.
Ve volbách v roce 2003 kandidovala za stranu Likud, ale mandát neobhájila.